# Anestesia a sella
L'anestesia a sella è uno dei segni patognomonici, cioè tipicamente espressivi di sindrome della cauda equina.
La mancanza completa della sensibilità alla puntura di spillo, anestesia appunto, oppure una minore sensibilità, ipoestesia, stanno ad indicare il coinvolgimento in un processo patologico quindi una disfunzione delle radici sacrali, da S2- S5.
Visivamente essa è rappresentata da una serie di losanghe, espressione del territorio di innervazione di pertinenza di ciascuna delle radici sacrali via via più interne, a procedere da S2 fino a S5, con quest'ultima che corrisponde alla regione perianale.
La distribuzione bilaterale e completa di tale deficit ne conferisce l'aspetto di sella o sellino.
Assai frequentemente le alterazioni della sensibilità sono tuttavia asimmetriche, potendo la risposta Ipo/anestesica alla puntura di spillo, prevalere da un lato o addirittura essere limitate ad un solo lato, per essere in questo caso espressione di una emi-sindrome della cauda equina.